# Qaraqaşlı (Ağsu)
Qaraqaşlı è un comune dell'Azerbaigian situato nel distretto di Ağsu. Conta una popolazione di 1 458 abitanti.